# John Trevor Stuart
(John) Trevor Stuart FRS, né le 29 janvier 1929 et mort le 17 décembre 2023, est mathématicien et chercheur principal à l'Imperial College de Londres travaillant en mécanique théorique des fluides, hydrodynamique des écoulements de fluides et équations aux dérivées partielles non linéaires,,,,,,.

## Biographie
Stuart fait ses études à la Gateway Grammar School de Leicester et à l'Imperial College de Londres où il obtient un baccalauréat ès sciences en 1949  et un doctorat en 1953.
Stuart rejoint la division aéronautique du Laboratoire national de recherche, rejoignant le personnel de l'Imperial College après quelques années. Il est nommé professeur de mécanique théorique des fluides en 1966 et dirige le Département de mathématiques de 1974 à 1979 et de 1983 à 1986. Il est doyen du Royal College of Science de 1990 à 1993. Il est actuellement professeur émérite à l'Impérial.
Stuart est connu pour ses travaux sur les ondes non linéaires lors de l'apparition de la turbulence dans les fluides. Il prolonge également les travaux de Lord Rayleigh avec des recherches sur le ruissellement régulier dans des écoulements visqueux instables à des nombres de Reynolds élevés.
Stuart est élu membre de la Royal Society en 1974 et reçoit le prix Otto Laporte en 1985 et le Prix Whitehead Senior en 1984. Il détient également des doctorats honorifiques en sciences de l'Université Brown et de l'Université d'East Anglia. Il est actuellement rédacteur en chef des Biographical Memoirs of Fellows of the Royal Society,.